# Antocha (Antocha) decurvata
Antocha (Antocha) decurvata is een tweevleugelige uit de familie steltmuggen (Limoniidae). De soort komt voor in het Nearctisch gebied.